# Clewer
Clewer qui se prononce clou-è  (connue aussi sous le nom de Clewer Village) est un village du Berkshire, Angleterre, situé à côté de Windsor, au bord de la Tamise. Vraiment, c'est un quartier de Windsor.

## Origine du nom
Son nom vient du mot Clifwara qui signifie en anglais Cliff-Dwellers" (« habitants de la falaise »). Il fait référence aux habitants de la colline sur laquelle le Château de Windsor fut construit. En fait, Clewer antedate Windsor.

## Personnalités liées à Clewer
- Daniel Gooch (en), un des ingénieurs principaux de la Great Western Railway, habitait dans la commune dans le XIXe siècle, et est enterré dans le cimetière de l'église paroissiale.
- John Bonham, le batteur des Led Zeppelin meurt en septembre 1980, au domicile de Jimmy Page, dans la commune, d'un coma éthylique[1].